# Мария Попгеоргиева
Мария Маркова Попгеоргиева (изписване до 1945 година: Мария попъ Георгиева), известна с хайдушкото име Рошко, е българска хайдутка, сестра на Ильо войвода.

## Биография
Родена е в малешевската паланка Берово (днес в Северна Македония). Дядо ѝ поп Георги загива като предводител на чета в сражение с башибозук из засада от турците при село Пастух. Става байрактарка в четата на брат си Илия и действа с него по долината на река Бистрица и Берско. По-късно действа и по време на Кримската война. В 1861 година участва в Първата българска легия в Белград.
Умира в село Рила в 1916 година.